# Obrež Zelinski
Obrež Zelinski is een plaats in de gemeente Sveti Ivan Zelina in de Kroatische provincie Zagreb. De plaats telt 65 inwoners (2001).